# نیر بارکات
نیر بارکات (به انگلیسی: Nir Barkat) سیاستمدار و تاجر اسرائیلی است که از سال ۲۰۰۸ تا ۲۰۱۸ شهردار شهر اورشلیم بود.

## زندگی
نیر بارکات در اکتبر ۱۹۵۹ در اورشلیم متولد و در همین شهر بزرگ شد. پدر وی، زلمان بارکات استاد فیزیک دانشگاه عبری اورشلیم بود. نیر بارکات به مدت شش سال در تیپ چتربازان نیروهای دفاعی اسرائیل خدمت کرده و به درجهٔ سرگردی رسیده‌است. وی که مدرک کارشناسی خود را در رشتهٔ علوم رایانه از دانشگاه عبری اورشلیم دریافت نموده‌است در سال ۱۹۸۸ شرکت BRM را که در حوزه نرم‌افزارهای ضد ویروس فعالیت می‌کند دایر نمود.

بارکات در سال ۲۰۰۳ وارد عرصه سیاست شد. وی در همان سال در انتخابات اورشلیم شرکت کرد و با کسب ۴۳ درصد از کل آراء، با اختلاف اندکی در مقابل یوری لوپو لیانسکی شکست خورد. او در ۱۱ نوامبر ۲۰۰۸ مجدداً در انتخابات شرکت نمود و اینبار با کسب ۵۳ درصد از کل آراء شهردار شهر اورشلیم شد.